# Arwed Fuhrmann
Georg Arwed Fuhrmann (* 6. Dezember 1840 in Dresden; † 23. April 1907 ebenda) war ein deutscher Mathematiker, Geodät, Bibliothekar und Hochschullehrer.

## Leben und Wirken
Er war Sohn des Dresdner Kaufmanns Carl Friedrich Fuhrmann (1809–1883). Nach dem Besuch der Annenschule in Dresden studierte Fuhrmann ab 1856 Mathematik und Vermessungslehre an der Polytechnischen Schule. Danach blieb er bis 1869 als Assistent an dieser Schule. In dieser Zeit promovierte er an der Universität Leipzig zum Dr. phil. Das Thema seiner 1866 verteidigten Dissertation lautete Untersuchungen über die gemeine Kettenlinie. Ab 1869 war er außerordentlicher und ab 1874 ordentlicher Professor für Mathematik und Vermessungslehre am Königlichen Polytechnischen Institut (ab 1890 Technische Hochschule) in Dresden. 1906 wurde er emeritiert und starb im darauffolgenden Jahr. Neben seiner Lehrtätigkeit war er ab 1889 auch Leiter der Instituts- und späteren Hochschulbibliothek.

## Publikationen (Auswahl)
- Aufgaben aus der analytischen Mechanik. Mit einem Vorwort des Hofrats Professor Dr. Schlömilch. 2 Thle. Leipzig, Teubner. 1. Theil: Aufgaben aus der analytischen Geostatik 1867; 2. Theil: Aufgaben aus der analytischen Geodynamik 1870.
- Anwendungen der Infinitesimalrechnung in den Naturwissenschaften, im Hochbau und in der Technik, 4 Bände, Berlin 1888–1903.
- Die Nivellirinstrumente, Leipzig 1895.
- Über einige geodätische Instrumente, Leipzig 1895.
- Die Kippregeln, Leipzig 1896.

## Ehrungen
- 1906: Königlich Sächsischer Verdienstorden